# 白眶绒鸭
，是雁形目鸭科的一种鸟类。

## 特征
白眶绒鸭体重约1557.16克，翼长约246毫米，嘴峰长约46毫米，喙宽度约18.7毫米，喙厚度约14.5毫米，跗蹠长约40.2毫米，尾长约64.2毫米。白眶绒鸭是部分迁徙的鸟类，其栖息在开放的海滩、河口等沿海水域，食性为肉食性，主要食物来源是水生动物。

## 分布
北西伯利亚沿海地区向东至北阿拉斯加。